# Fan film
Un fan film (o fan movie), letteralmente "pellicola degli ammiratori", è un prodotto audiovisivo/cinematografico creato da sostenitori e ammiratori, sia professionisti sia non professionisti del settore, che trae ispirazione da un'opera preesistente (cinema, televisione, fumetto). Il prodotto derivato dalla lavorazione dei fan, essendo realizzato a partire da un soggetto non inedito, si deve attenere alle norme sul diritto d'autore e al copyright del prodotto originale, non può essere dunque sfruttato per fini commerciali o a scopo di lucro (scopo sociale). Il fan film può essere distribuito esclusivamente in rete, sempre in modo gratuito, o su DVD/videocassetta per proiezioni private che non prevedono un profitto. Per questi motivi, un fan film deve essere autorizzato dai detentori del marchio o del soggetto in questione per considerarsi legale.

## Definizione
Seconda la definizione di Henry Jenkins (studioso dei media) il fan film è un ibrido che si pone a metà tra i prodotti cinematografici commerciali e i prodotti cinematografici indipendenti; a dimostrazione di una forte spinta verso la cultura partecipativa nei confronti dei media.Uno dei meno famosi è Agonia (fanfilm)

## Reazioni e controversie
L'esplosivo fenomeno dei fan film ha portato le case di produzione ad interessarsi a questi prodotti non ufficiali: esemplare il caso internazionale di Star Wars e della relativa casa di produzione Lucasfilm di George Lucas; il colosso mondiale cinematografico si è infatti reso conto che andavano moltiplicandosi le varie trasformazioni, adattamenti, spin-off della propria saga fantascientifica. La scelta della casa produttrice dell'originale Star Wars è stata quella non solo di permettere la libera produzioni di tali fan films tramite autorizzazione (sempre nei termini del non profit), ma anche di organizzare un vero e proprio festival di opere derivate, The Official Star Wars Fan Film Awards.
Le case produttrici originali e gli autori possono intraprendere cause legali nei confronti dei fan film, nel caso in cui questi non rispettassero i termini degli accordi e venissero violati i principi della Convenzione di Berna che regola appunto i diritti degli autori. Solo in alcuni casi si giunge a dei trattati di vendita e commercializzazione dei prodotti generati dai fan, per mezzo di acquisto delle licenze dell'oggetto tutelato.
L'autore può comunque evitare che produttori derivati possano plagiare, contraffare o anche solo rielaborare l'opera originale negando l'autorizzazione: ad esempio in Italia gli accordi tra i due sono sanciti e tutelati dalla Legge 22 aprile 1941 n. 633 sul diritto d'autore (LDA) “Senza pregiudizio dei diritti esistenti sull'opera originaria, sono altresì protette [...] modificazioni ed aggiunte che costituiscono un rifacimento sostanziale dell'opera originaria, gli adattamenti, le riduzioni, i compendi, le variazioni non costituenti opera originale." (art. 4 L. 633/41).
Inoltre colui che rielabora a partire da un soggetto non originale è riconosciuto come autore del prodotto derivato, "È considerato autore delle elaborazioni l'elaboratore, nei limiti del suo lavoro." (art. 7 L. 633/41).